# Lockheed Model 18
Die Lockheed Model 18 Lodestar (zu Deutsch Leitstern) war ein leichtes zweimotoriges Verkehrsflugzeug des US-amerikanischen Herstellers Lockheed.

## Geschichte
Nach einer Reihe von Abstürzen gab Northwest Airlines seine Lockheed 14 Super Electra an den Hersteller zurück. Eines dieser Flugzeuge wurde zum Prototyp der Lockheed Lodestar umgebaut. Durch die Verlängerung des Rumpfes um eineinhalb Meter konnten zwei zusätzliche Sitzreihen eingebaut werden. Das neue Modell absolvierte seinen Erstflug am 21. September 1939.
Obwohl diese Kapazitätserweiterung nicht genügte, um der größeren Douglas DC-3 ernsthaft Konkurrenz zu machen, konnten immerhin 625 Flugzeuge in unterschiedlichen Varianten abgesetzt werden. Als Antrieb wurden unterschiedliche Pratt-&-Whitney- und Wright-Cyclone-Motoren verwendet.
Aus der Lodestar wurde der leichte Bomber und Aufklärer Ventura entwickelt.

## Nutzung

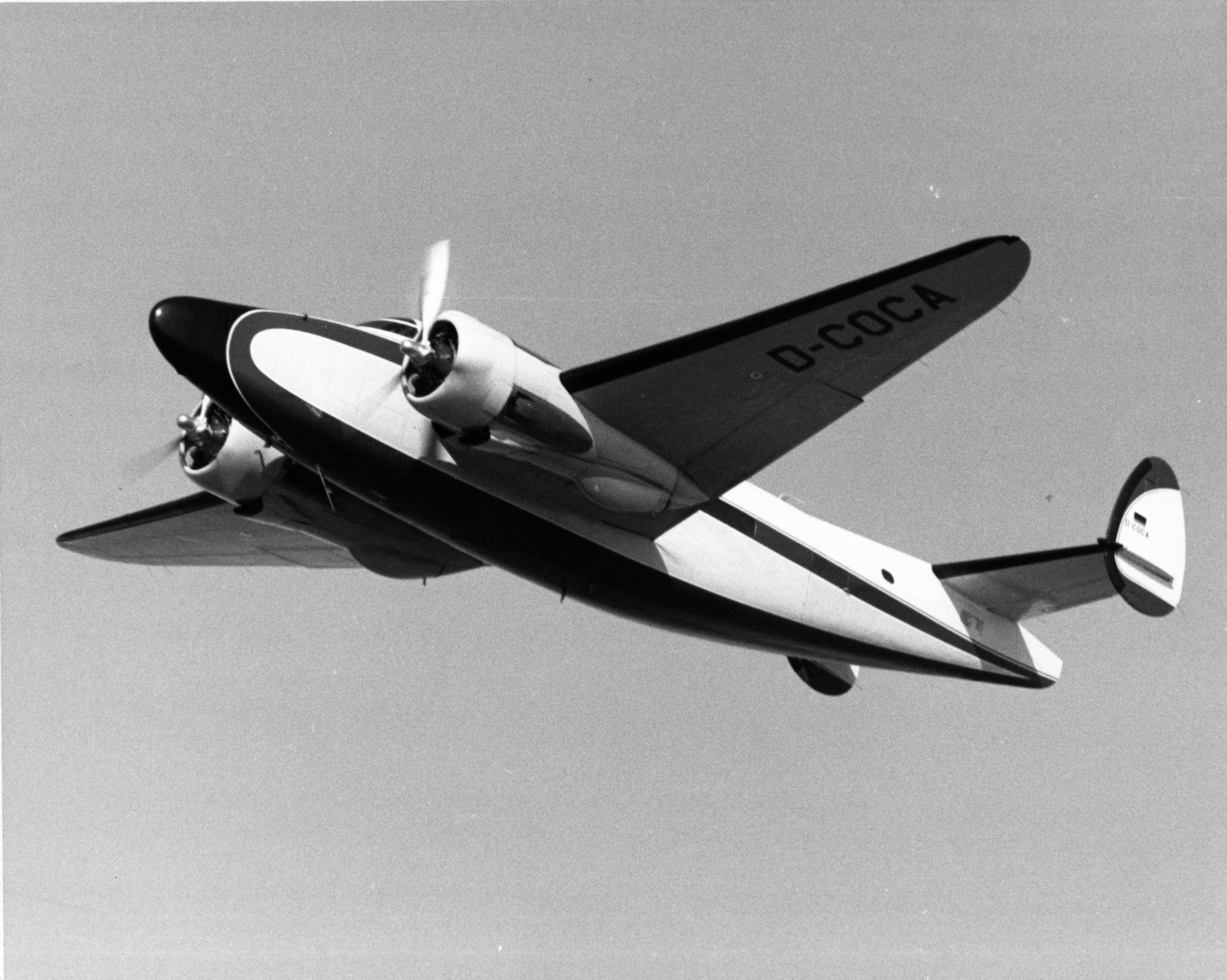
Learstar D-COCA des Kaufhauseigners Helmut Horten, am 24. August 1957 im Wörthersee abgestürzt.

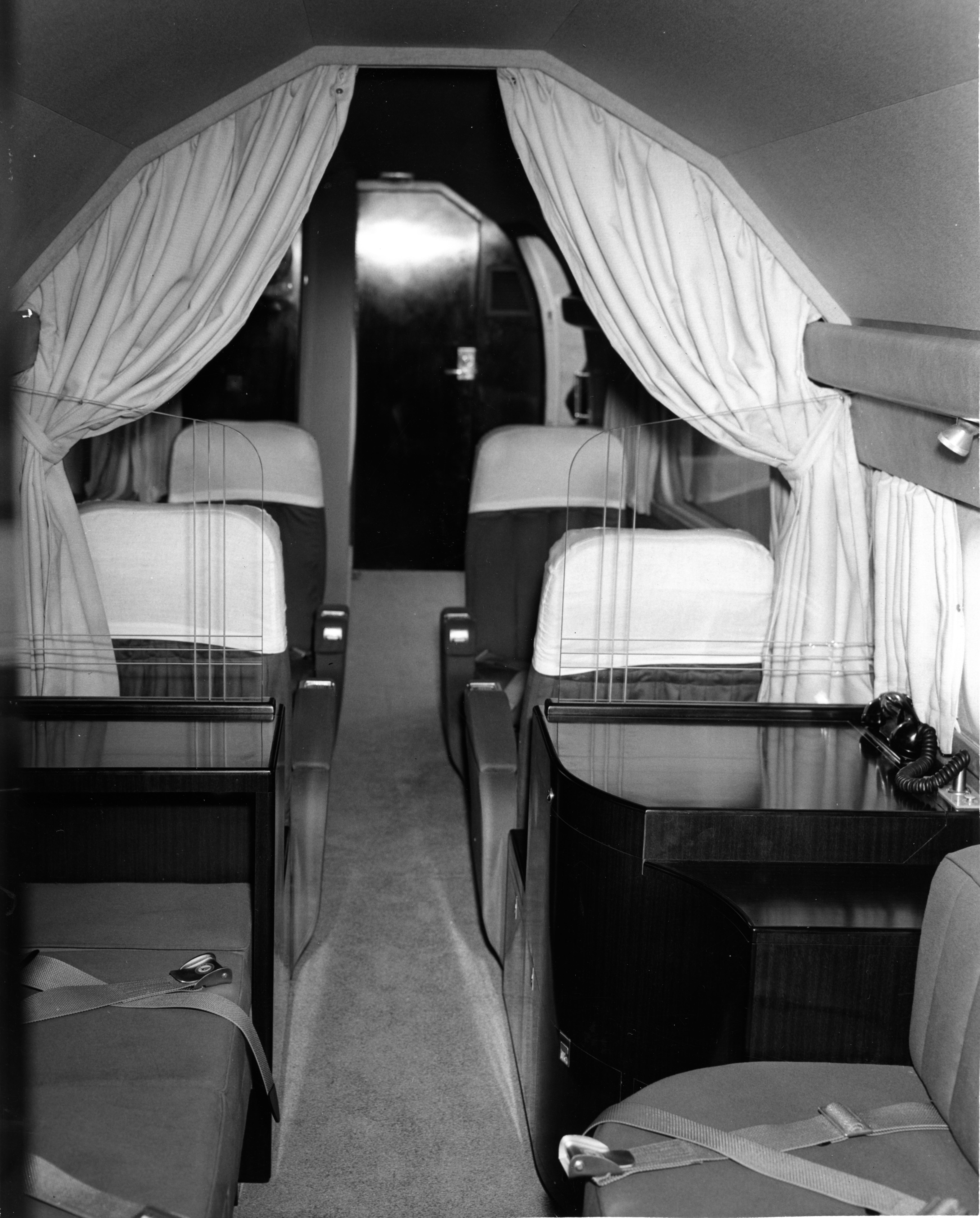
Eine Learstar-Kabine

Lockheed konnte lediglich 31 Maschinen an US-Fluggesellschaften verkaufen, unter anderem an National Airlines. Das Flugzeug war außerhalb der USA erfolgreicher: 29 Lodestars erwarb die Regierung von Niederländisch-Indien, 21 Exemplare gingen an South African Airways. Weitere bedeutende Kunden waren Trans-Canada Air Lines mit zwölf und BOAC mit neun Bestellungen.
Als die USA ihre Rüstungsanstrengungen in den Jahren 1940/41 erhöhten, konnten unterschiedliche Versionen an das US Army Air Corps und die US Navy verkauft werden. Einige Maschinen gingen an die Luftwaffe Neuseelands. Nach Kriegsende wurden diese Maschinen an zivile Kunden verkauft und vorwiegend als Geschäftsreiseflugzeuge genutzt. Lear vermarktete seine Lodestar-Umbauten als Learstar. Zwei davon (Luftfahrzeugkennzeichen D-CABO und D-COCA) wurden in Deutschland von der Kaufhauskette Horten AG gekauft und für berufliche und private Reisen des Eigentümers eingesetzt. Die 1942 gebaute D-COCA stürzte am 24. August 1957 beim Anflug auf den Flughafen Klagenfurt in den Wörthersee, nachdem eine Tragfläche abgebrochen war. Bei dem Absturz starben alle drei Besatzungsmitglieder, die einzigen Insassen.

### Zivile Nutzer
Brasilien
- Navegacao Aerea Brasileira (5)
- Panair do Brasil (14)

 Finnland
- Karair

 Kanada
- Canadian Pacific Air Lines
- Trans-Canada Air Lines (12)

 Neuseeland
- Union Airways of New Zealand (1945–1947)
- National Airways Corporation (nach 1947)

 Portugal
- Aero Portuguesa
- DETA Mozambique Airlines

 Schweden
- Airtaco
- Linjeflyg

 Südafrikanische Union
- South African Airways (21)

 Vereinigtes Königreich
- BOAC (9)

 Vereinigte Staaten
- National Airlines
- Robinson Airlines

### Militärische Nutzer
Australien
- Royal Australian Air Force

 Brasilien
- Brasilianische Luftwaffe

 Kanada
- Royal Canadian Air Force

 Niederlande
- Luftwaffe Niederländisch Ostindiens

 Neuseeland
- Royal New Zealand Air Force

 Norwegen
- Norwegische Luftwaffe

 Südafrikanische Union
- South African Air Force

 Vereinigtes Königreich
- Royal Air Force

 Vereinigte Staaten
- United States Army Air Forces
- United States Navy
- United States Marine Corps
- United States Coast Guard

## Versionen

### US Army Air Corps und United States Army Air Forces
- C-56 – Wright R-1820-Motoren, 1 Exemplar
- C-56A bis C-56E – Pratt & Whitney R-1690-Motoren, 25 Exemplare
- C-57A – Pratt & Whitney R-1830-Motoren, ein Exemplar
- C-57B – Truppentransporter mit Pratt & Whitney R-1830-Motoren, 7 Exemplare
- C-57C – ehemalige C-60A mit Pratt & Whitney R-1830-51-Motoren, 3 Exemplare
- C-57D – ehemalige C-57A mit Pratt & Whitney R-1830-92-Motoren, 1 Exemplar
- C-59 – Pratt & Whitney R-1690 Hornet-Motoren, 10 Exemplare; später Lodestar IA der Royal Air Force.
- C-60 – Wright R-1820-87-Motoren, 36 Exemplare; später Lodestar II der RAF
- C-60A – Truppentransporter mit Pratt & Whitney R-1830 Twin Wasp-Motoren, 125 Exemplare
- XC-60B – C-60A, zu Testzwecken mit Enteisungssystem ausgerüstet, 1 Exemplar
- C-60C – Truppentransporter mit 21 Sitzen, nicht gebaut
- C-66 – Wright R-1820-87-Motoren, 1 Exemplar; an die Luftwaffe Brasiliens abgegeben

### US Navy

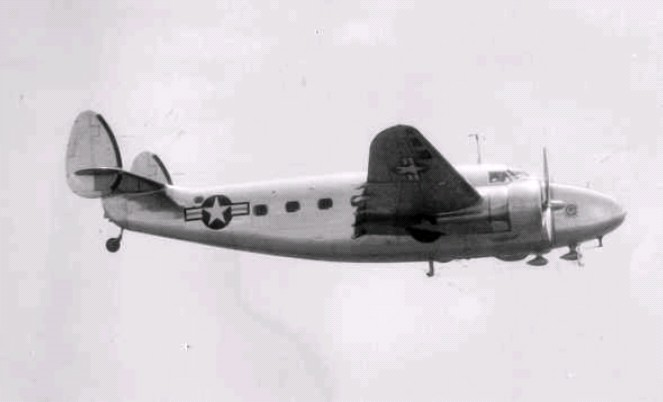
R5O-4 der U.S. Coast Guard

- XR5O-1 – Wright R-1820-40-Motoren mit 895 kW, 1 Exemplar
- R5O-1 – Wright R-1820-97-Motoren mit 895 kW, 3 Exemplare; eine Maschine ging später an die United States Coast Guard.
- R5O-2 – Pratt & Whitney R-1690-25-Motoren mit 634 kW, 1 Exemplar
- R5O-3 – Pratt & Whitney R-1830-34A-Motoren mit 895 kW, VIP-Transporter mit vier Plätzen, 2 Exemplare
- R5O-4 – Wright R-1820-40-Motoren mit 895 kW, Stabsflugzeug mit 7 Plätzen, 12 Exemplare
- R5O-5 – RSO-4 mit 14 Plätzen, 14 Exemplare
- R5O-6 – ehemalige C-60A-5-LO mit Platz für 18 Fallschirmjäger, abgegeben an das US Marine Corps, 35 Exemplare

## Produktion
Produktion der Lodestar:
| Version           | 1940 | 1941 | 1942 | 1943 | 1944 | SUMME |
| ----------------- | ---- | ---- | ---- | ---- | ---- | ----- |
| Model 18 Lodestar | 53   | 52   | 13   | 3    |      | 121   |
| Lodestar Mk. II   |      |      | 8    |      |      | 8     |
| Lodestar NEIAF    |      | 25   | 9    |      |      | 34    |
| C-56              |      |      | 1    |      |      | 1     |
| C-56E             |      |      | 2    |      |      | 2     |
| C-57              |      | 12   |      | 1    |      | 13    |
| C-57B             |      |      | 7    |      |      | 7     |
| C-59              |      | 8    | 3    |      |      | 11    |
| C-60              |      |      | 11   |      |      | 11    |
| C-60A             |      |      | 87   | 242  | 3    | 332   |
| R5O-4             |      |      | 12   |      |      | 12    |
| R5O-5             |      |      | 13   | 25   |      | 38    |
| R5O-6             |      |      |      | 35   |      | 35    |
| SUMME             | 53   | 98   | 166  | 305  | 3    | 625   |

Im „Statistical Digest of the USAF“ wird eine Produktion von 620 Lodestar in den Jahren 1940 bis 1943 genannt: 1940: 45, 1941: 98, 1942: 180, 1943: 297 Lodestar.

## Zwischenfälle
Vom Erstflug 1939 bis November 2024 kam es mit Lockheed Model 18 Lodestar zu mindestens 232 Totalschäden. Insgesamt kamen dabei 730 Menschen ums Leben. Beispiele:
- Am 20. Januar 1944 stürzte eine Lockheed 18-56-23 Lodestar der LAN Chile (Luftfahrzeugkennzeichen CC-CLC-0072) kurz nach dem Start vom Flughafen Mendoza (Argentinien) ab. Alle elf Insassen starben.[6]

- Am 13. September 1945 kam eine Lockheed 18-50 Lodestar der US-amerikanischen National Airlines (NC33349) bei einer Landung auf dem Flughafen Tampa-Peter O. Knight in Tampa von der Bahn ab. Alle 14 Insassen überlebten. Die Maschine wurde als Totalverlust abgeschrieben.[7]

- Am 5. Oktober 1945 verlor die Besatzung einer Lockheed 18-50 Lodestar der US-amerikanischen National Airlines (NC18199) im Endanflug auf den Lakeland Municipal Airport den Sichtkontakt zur Landebahn. Die Maschine schlug 300 Meter hinter der Bahn in einem See auf und versank, wobei zwei Passagiere ums Leben kamen. Die anderen 13 Insassen überlebten.[8]

- Am 11. Oktober 1945 verunglückte eine Lockheed 18-50 Lodestar der US-amerikanischen National Airlines (NC15555) nach einem Triebwerksausfall beim Versuch, während einer Notlandung auf der Banana River Naval Air Station durchzustarten. Alle 16 Insassen überlebten den Zwischenfall.[9]

- Am 14. Dezember 1945 musste mit einer Lockheed C-60A-1-LO Lodestar der belgischen Sabena (OO-CAK) nahe Kouandé (Kolonie Dahomey) eine Notlandung in offenem Gelände durchgeführt werden. Das Flugzeug fing Feuer und wurde zerstört. Alle Insassen, Besatzungsmitglieder und Passagiere, überlebten den Unfall.[10]

- Am 17. März 1947 kollidierte eine Lockheed C-60A-5-LO Lodestar der salvadorianischen TACA (YS-28) zwölf Kilometer nordwestlich des Flughafens Medellin-Olaya Herrera mit einem Berg. Das Flugzeug war zuvor von eben jenem Flughafen gestartet. Alle acht Insassen starben.[11]

- Am 19. März 1947 wurde eine Lockheed C-60A-5-LO Lodestar der kolumbianischen TACA de Colombia (C-202) in der Nähe des Flughafens Bucaramanga-Gomez Niño (Kolumbien) in bergiges Gelände geflogen. Bei diesem CFIT (Controlled flight into terrain) wurden alle 5 Insassen getötet, zwei Besatzungsmitglieder und 3 Passagiere.[12]

- Am 28. April 1947 wurde eine Lockheed 18-08A Lodestar der Trans-Canada Air Lines (CF-TDF) 16 Kilometer nördlich von Vancouver in die Berge geflogen. Bei diesem CFIT (Controlled flight into terrain) wurden alle 15 Insassen getötet, drei Besatzungsmitglieder und 12 Passagiere. Die Trümmer der Maschine wurden erst am 27. September 1994 gefunden.[13]

- Am 11. Juli 1951 musste eine Lockheed 18-08A Lodestar der Firma Eaton's (CF-ETC) musste aufgrund eines Triebwerksbrands des Motors Nr. 1 (links) am Flughafen Montréal-Dorval (Québec, Kanada) notlanden. Aufgrund des Ausfalls der Bremsen wurde die Maschine von der Landebahn ins Gras gesteuert und dort durch Feuer zerstört. Beide Crewmitglieder überlebten.[14]

- Am 15. Juni 1953 stürzte eine Lockheed 18-56-23 Lodestar der LAN Chile (CC-CLD-0100) kurz nach dem Start vom Flughafen von Copiapó (Chile) aufgrund eines Triebwerkfeuers ab.[15]

- Am 10. Januar 1955 kam eine Lockheed 18-50 Lodestar der US-amerikanischen National Airlines (N33369) nach einem Triebwerksschaden beim Start auf dem Flughafen St. Petersburg-Pinellas (Florida) von der Bahn ab. Das Fahrwerk brach zusammen, ein Tank riss auf. Alle 13 Insassen überlebten. Das Flugzeug wurde als Totalverlust abgeschrieben.[16]

- Am 20. Oktober 1956 verunglückte eine Lockheed 18-50 Lodestar der der US-amerikanischen National Airlines (N33368) bei der Landung auf dem Flughafen Dale Mabry Field in Tallahassee. Die Maschine wurde auf der nassen Landebahn zu spät aufgesetzt, vollführte einen Ringelpiez, rollte durch einen Graben und in Bäume. Alle Insassen überlebten. Das Flugzeug wurde irreparabel beschädigt.[17]

- Am 8. August 1972 kam es mit einer Lockheed 18-56-24 Lodestar der US-amerikanischen American Philippine Indonesian Malaysian Enterprises (N666P) beim Start vom Flughafen Mactan-Cebu (Philippinen) zu einem Ringelpiez. Dabei wurde das Flugzeug irreparabel beschädigt. Alle 12 Insassen, zwei Besatzungsmitglieder und 10 Passagiere, überlebten den Unfall.[18]

- Am 5. Januar 1974 verunglückte eine Lockheed 18-56-23 Lodestar der kolumbianischen Aeropesca Colombia (HK-1146) bei einem Trainingsflug auf dem Flughafen Bogotá-El Dorado (Kolumbien). Nach dem letzten Start ließ sich das Fahrwerk nicht wieder einfahren. Da bei der Landung wegen eines Lecks im Hydrauliksystem auch die Bremsen ausgefallen waren, geriet die Maschine von der Landebahn ab und endete in einem Entwässerungsgraben. Alle fünf Insassen, drei Besatzungsmitglieder und zwei Passagiere, überlebten. Das Flugzeug wurde irreparabel beschädigt.[19]

## Technische Daten

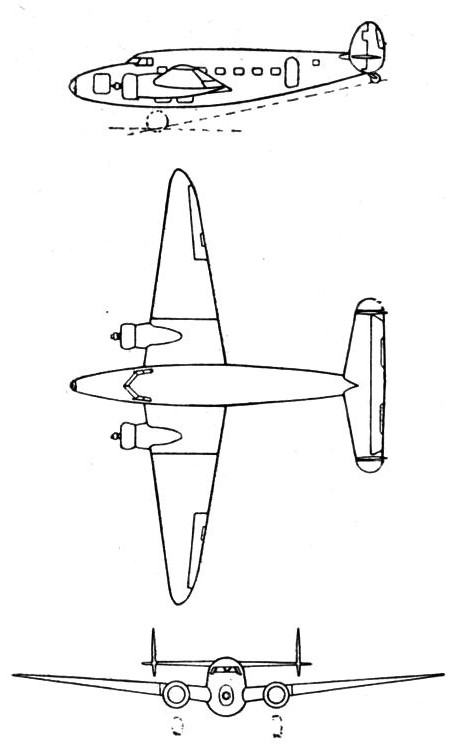
Lockheed Model 18

| Kenngröße             | Daten Modell C-60                                              |
| --------------------- | -------------------------------------------------------------- |
| Besatzung             | 3                                                              |
| Passagiere            | 14                                                             |
| Länge                 | 15,20 m                                                        |
| Spannweite            | 20 m                                                           |
| Höhe                  | 3,60 m                                                         |
| Leermasse             | 5440 kg                                                        |
| Startmasse            | 7940 kg                                                        |
| Höchstgeschwindigkeit | 426 km/h                                                       |
| Dienstgipfelhöhe      | 7740 m                                                         |
| Reichweite            | 2740 km                                                        |
| Triebwerke            | 2 × Pratt & Whitney Hornet S1C3-G mit je 780 kW (ca. 1.060 PS) |